# Canada ai Giochi della XXVII Olimpiade
Il Canada partecipò ai Giochi della XXVII Olimpiade, svoltisi a Sydney, Australia, dal 15 settembre al 1º ottobre 2000, con una delegazione di 294 atleti impegnati in ventinove discipline.

## Medaglie
| Medaglia | Nome            | Sport     | Evento        |
| -------- | --------------- | --------- | ------------- |
| Oro      | Simon Whitfield | Triathlon | Gara maschile |

## Risultati

### Pallacanestro
- Uomini

| Atleta | Classifica |
| --- | ---------- |
| V · D · M Nazionale canadese - Pallacanestro ai Giochi della XXVII Olimpiade - Torneo maschile 4 Daniels · 5 Hamilton · 6 Mavis · 7 Nash · 8 Swords · 9 Barrett · 10 Francis · 11 MacCulloch · 12 Hinrichsen · 13 Guarasci · 14 Meeks · 15 Newton · All. Jay Triano | 7°         |
| Nazionale canadese - Pallacanestro ai Giochi della XXVII Olimpiade - Torneo maschile |            |
| 4 Daniels · 5 Hamilton · 6 Mavis · 7 Nash · 8 Swords · 9 Barrett · 10 Francis · 11 MacCulloch · 12 Hinrichsen · 13 Guarasci · 14 Meeks · 15 Newton · All. Jay Triano                                                                                                |            |

- Donne

| Atleta | Classifica |
| --- | ---------- |
| V · D · M Nazionale canadese - Pallacanestro ai Giochi della XXVII Olimpiade - Torneo femminile 4 Hendry · 5 Karch · 6 Bouchard · 7 Johnson · 8 Blakebrough · 9 Kleindienst · 10 Dales · 11 Norman · 12 Brassard · 13 Boucher · 14 McNichol · 15 Sutton-Brown · All. Bev Smith | 10°        |
| Nazionale canadese - Pallacanestro ai Giochi della XXVII Olimpiade - Torneo femminile |            |
| 4 Hendry · 5 Karch · 6 Bouchard · 7 Johnson · 8 Blakebrough · 9 Kleindienst · 10 Dales · 11 Norman · 12 Brassard · 13 Boucher · 14 McNichol · 15 Sutton-Brown · All. Bev Smith                                                                                                 |            |

### Pallanuoto
Donne
| Atleta | Classifica |                   |
| --- | --- | ----------------- |
| V · D · M Nazionale femminile canadese di pallanuoto · Giochi olimpici - Sydney 2000 Arpin · Auger · Bégin · Campbell · Collins · Deslières · Dionne · Dow · Gardiner · Horn-Miller · Lizé · Marsolais · Salat · CT : Daniel Berthelette | 5° |                   |
| Nazionale femminile canadese di pallanuoto · Giochi olimpici - Sydney 2000 | |                   |
| Arpin · Auger · Bégin · Campbell · Collins · Deslières · Dionne · Dow · Gardiner · Horn-Miller · Lizé · Marsolais · Salat · CT: Daniel Berthelette                                                                                       | Arpin · Auger · Bégin · Campbell · Collins · Deslières · Dionne · Dow · Gardiner · Horn-Miller · Lizé · Marsolais · Salat · CT: Daniel Berthelette | Canada (bandiera) |